# Robert Harron
Robert Emmett "Bobby" Harron (12 aprilie 1893 – 5 septembrie 1920) a fost un actor american reprezentativ în era filmului mut. Este fratele mai mare al actorului John Harron și al actriței Mary Harron.

## Biografie
Robert Harron s-a născut în New-York într-o familie catolică de origine irlandeză. Dintre cei opt frați, Bobby a avut trei care au fost actori. Fratele său Charles a murit în decembrie 1915 în urma unui accident, Tessie a fost răpusă de gripa spaniolă în 1918, iar John a murit în 1939 de meningită.

## Filmografie selectivă
| Anul | Titlu                                            | Rol                                 | Notă                                |
| ---- | ------------------------------------------------ | ----------------------------------- | ----------------------------------- |
| 1907 | Dr. Skinum                                       | Boy at Door                         |                                     |
| 1907 | Mr. Gay and Mrs.                                 | Messenger                           |                                     |
| 1908 | The Snowman                                      | A child                             |                                     |
| 1908 | A Calamitous Elopement                           | George Wilkinson                    |                                     |
| 1908 | Monday Morning in a Coney Island Police Court    |                                     |                                     |
| 1909 | Those Awful Hats                                 | Theatre Audience                    |                                     |
| 1909 | At the Altar                                     | On Street                           |                                     |
| 1909 | A Drunkard's Reformation                         | Theatre Usher                       |                                     |
| 1909 | The Lonely Villa                                 |                                     |                                     |
| 1909 | The Hessian Renegades                            | Farmer                              |                                     |
| 1909 | To Save Her Soul                                 | Stagehand/Usher                     |                                     |
| 1910 | Ramona                                           |                                     |                                     |
| 1911 | The Broken Cross                                 |                                     |                                     |
| 1911 | The White Rose of the Wilds                      | White Rose's Brother                |                                     |
| 1911 | Enoch Arden                                      | Teenage Arden Son                   | Part II                             |
| 1911 | Fighting Blood                                   | The Old Soldier's Son               |                                     |
| 1911 | A Country Cupid                                  | Among Students                      |                                     |
| 1911 | The Last Drop of Water                           | In Wagon Train                      |                                     |
| 1911 | The Battle                                       | A Union soldier                     |                                     |
| 1911 | The Miser's Heart                                | Bakeshop Assistant                  |                                     |
| 1912 | For His Son                                      | At Soda Fountain                    |                                     |
| 1912 | The Transformation of Mike                       | At Dance                            |                                     |
| 1912 | Under Burning Skies                              | On Street/At Farewell Party         |                                     |
| 1912 | A String of Pearls                               | In Tenement                         |                                     |
| 1912 | One Is Business, the Other Crime                 | Delivery Boy                        |                                     |
| 1912 | The Lesser Evil                                  | In Smuggler Band                    |                                     |
| 1912 | A Temporary Truce                                | The Murdered Indian's Son           |                                     |
| 1912 | Man's Lust for Gold                              | The Prospector's Son                |                                     |
| 1912 | The Inner Circle                                 | In Crowd/Accident Witness           |                                     |
| 1912 | A Change of Spirit                               | Young Man on Street                 |                                     |
| 1912 | Two Daughters of Eve                             | At Stage Door                       |                                     |
| 1912 | Friends                                          | Stableboy                           |                                     |
| 1912 | So Near, Yet So Far                              | The Rival/In Club                   |                                     |
| 1912 | A Feud in the Kentucky Hills                     | A brother                           |                                     |
| 1912 | The Painted Lady                                 | Beau at Ice Cream Festival          |                                     |
| 1912 | The Musketeers of Pig Alley                      | Rival Gang Member/In Alley/At Dance |                                     |
| 1912 | Heredity                                         | Indian                              |                                     |
| 1912 | The Informer                                     |                                     |                                     |
| 1912 | A Sailor's Heart                                 | On Porch                            | Unconfirmed                         |
| 1912 | Brutality                                        |                                     |                                     |
| 1912 | The New York Hat                                 | Youth outside church                |                                     |
| 1912 | My Hero                                          | The Young Man                       |                                     |
| 1912 | The Burglar's Dilemma                            | Young Burglar                       |                                     |
| 1912 | A Cry for Help                                   | Witness to Accident                 |                                     |
| 1913 | A Misappropriated Turkey                         | Union Member                        |                                     |
| 1913 | Brothers                                         | The Father's Favorite Son           |                                     |
| 1913 | Oil and Water                                    |                                     |                                     |
| 1913 | Love in an Apartment Hotel                       | The Desk Clerk                      |                                     |
| 1913 | Broken Ways                                      | In Telegraph Office                 |                                     |
| 1913 | Near to Earth                                    | Gato's Brother                      |                                     |
| 1913 | The Sheriff's Baby                               | The Deputy                          |                                     |
| 1913 | A Misunderstood Boy                              | The Son                             |                                     |
| 1913 | The House of Darkness                            | Asylum Guard                        |                                     |
| 1913 | A Timely Interception                            | The Farmer's Adopted Son            |                                     |
| 1913 | Death's Marathon                                 | The Messenger                       |                                     |
| 1913 | The Sorrowful Shore                              | One of the Son's Friends            |                                     |
| 1913 | The Battle at Elderbush Gulch                    | The father                          |                                     |
| 1914 | Brute Force                                      | Harry Faulkner                      | Prologue - Weakhands (The Old Days) |
| 1914 | The Battle of the Sexes                          | John Andrews, the son               |                                     |
| 1914 | Home, Sweet Home                                 | The Easterner, Robert Winthrop      |                                     |
| 1914 | The Escape                                       | Larry Joyce                         |                                     |
| 1914 | The Rebellion of Kitty Belle                     |                                     |                                     |
| 1914 | The Avenging Conscience                          | The Grocer's boy                    |                                     |
| 1915 | The Birth of a Nation                            | Tod Stoneman                        |                                     |
| 1916 | Hoodoo Ann                                       | Jimmie Vance                        |                                     |
| 1916 | Intolerance: Love's Struggle Throughout the Ages | The Boy (Modern Story)              |                                     |
| 1917 | The Bad Boy                                      | Jimmie Bates                        |                                     |
| 1918 | Hearts of the World                              | The Boy, Douglas Gordon Hamilton    | Uncredited                          |
| 1918 | The Great Love                                   | Jim Young                           |                                     |
| 1918 | Peacock Alley                                    | Cleo of Paris                       |                                     |
| 1918 | The Greatest Thing in Life                       | Edward Livingston                   |                                     |
| 1918 | A Romance of Happy Valley                        | John L. Logan, Jr.                  |                                     |
| 1919 | True Heart Susie                                 | William Jenkins                     |                                     |
| 1919 | The Greatest Question                            | Jimmie Hilton                       |                                     |
| 1921 | Coincidence                                      | Billy Jenks                         |                                     |

## Legături externe
- Robert Harron la Internet Movie Database
- Robert Harron la Find a Grave

1. ↑  „Robert Harron”, Gemeinsame Normdatei, accesat în 17 martie 2015
2. ↑  IdRef, accesat în 2 mai 2020